# Ajos Teodoros (dystrykt Famagusta)
Ajos Teodoros (gr. "Αγίος Θεοδώρος", tur. Çayırova) – wieś na Cyprze, w dystrykcie Famagusta, na półwyspie Karpas.
De facto jest pod kontrolą Cypru Północnego.